# Lučatín, Banská Bystrica
Lučatín este o comună slovacă, aflată în districtul Banská Bystrica din regiunea Banská Bystrica. Localitatea se află la altitudinea de 386 m deasupra n.m., se întinde pe o suprafață de 10,88 km2 și în 2017 număra 657 de locuitori.

## Istoric
Localitatea Lučatín este atestată documentar din 1424.

## Demografie
| An:                | 1994 | 2004    | 2014   | 2024   |
| ------------------ | ---- | ------- | ------ | ------ |
| Număr de persoane: | 498  | 593     | 649    | 672    |
| Diferență:         |      | +19,07% | +9,44% | +3,54% |

| An:                | 2023 | 2024   |
| ------------------ | ---- | ------ |
| Număr de persoane: | 689  | 672    |
| Diferență:         |      | −2,46% |